# Alois Isidor Jajteles

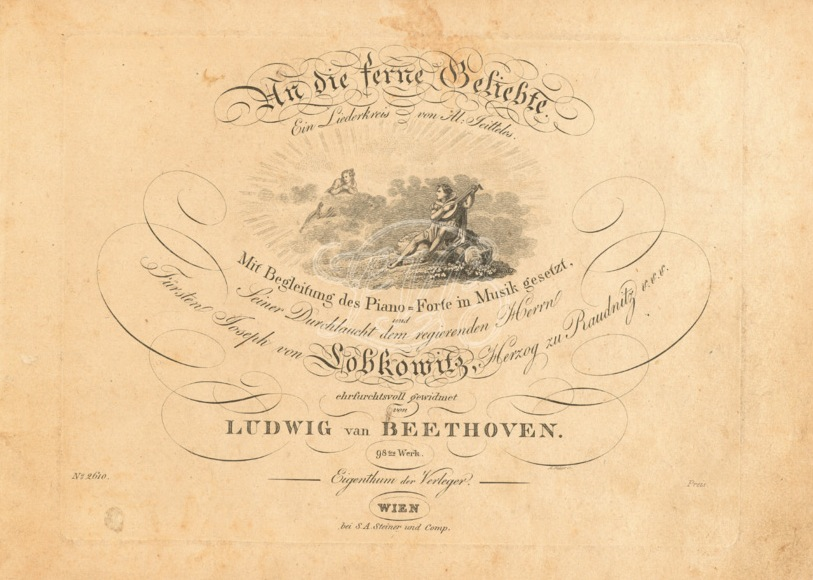
Title page of Beethoven's An die ferne Geliebte, his setting of Jeitteles's poems

Alois Isidor Jajteles nebo Jeitteles (20. června 1794, Brno – 16. dubna 1858, tamtéž) byl rakouský lékař, novinář, básník a spisovatel z česko-židovského lékařského rodu Jajtelesů. Je znám svou básní An die ferne Geliebte, kterou zhudebnil Ludwig van Beethoven.

## Život a činnost
Alois Isidor Jajteles se narodil v Brně do rodiny Jajtelesů s rabínskou a lékařskou tradicí. Studoval filosofii na univerzitě v Praze a v Brně, kde vyučoval jeho bratranec Ondřej Ludvík a posléze lékařství ve Vídni. Promoval v roce 1819 a téhož roku si v Brně otevřel lékařskou praxi.
Tiskem vydal své básnické sbírky "Selam" (1812–1817) a "Aglaja" (1815–1832). S bratrancem Ignácem v roce 1818 založil židovský týdeník "Siona". V témže roce spolupracoval s Ignazem Franzem Castellim na parodickém dílku "Der Schicksalsstrumpf" módního žánru Schicksalstragödie neboli osudové tragédie.
Jajteles také překládal z různých jazyků, přeložil například španělskou komedii Agustína Moreta La fuerza de la sangre (německy Die Macht des Blutes, česky Síla krve) a několik francouzských divadelních her.
Měl dva syny, Richarda a Roberta a dceru Ottilii (1832–1921) byla známá bojovnice za práva žen. Syn Richard byl členem panské sněmovny Říšské rady ve Vídni.
Od roku 1848 až do své smrti redigoval deník "Brünner Zeitung".. Alois Jajteles zemřel v Brně a byl pohřben na tamním židovském hřbitově.

## An die ferne Geliebte
Roku 1815 ve svých 21 letech napsal Jajteles slavnou báseň An die ferne Geliebte (Vzdálené lásce), zřejmě na zakázku českého knížete Josefa Františka z Lobkovic. Báseň o rok později zhudebnil ve svém písňovém cyklu Ludwig van Beethoven, který se znal, jak s Aloisem, tak s jeho bratrancem Ignácem a věnoval ji knížeti. Beethovenův raný životopisec Anton Schindler píše, že Beethoven Jajtelesovi děkoval za inspiraci, není však jasné, zda Jajteles báseň napsal přímo pro Beethovena, nebo zda ji Beethoven nejprve uviděl v tištěné podobě.
Po Beethovenově smrti napsal Alois báseň Beethovens Begräbnis (Beethovenův pohřeb).